# Хлоргексидин
Хлоргексидин — речовина з антибактеріальними властивостями, яку використовують як антисептик та в інших цілях. Це катіонний полібігуанідин (бісгуанідин). Використовують хлоргексидин як основну форму, так і солі хлоргесидину (наприклад, дигідрохлорид, диацетат, або біглюконат).
Перебуває у переліку основних лікарських засобів списку Всесвітньої організації охорони здоров'я — реєстрі найважливіших медичних засобів, необхідних для забезпечення базових потреб системи охорони здоров'я.

## Історія
Вперше хлоргексидин був синтезований у 1947 році при розробці протималярійних засобів. Першою речовиною, випущеною на ринок у 1954 був хлоргексидину глюконат компанії Imperial Chemical Industries під торговою маркою «Гібітан», як засіб для обробки шкіри й ранових поверхонь. До 1957 року показання препарату були розширені й він став застосовуватися в офтальмології, урології, гінекології і оториноларингології. 1959 року препарат почали використовувати для контролю бактеріального нальоту в стоматології.

## Використання
Хлоргексидин використовують для дезінфекції (дезінфекція шкіри рук), у косметиці (добавка до кремів, зубних паст, дезодорантів та антиперспірантів) та у фармацевтичній продукції (консервант очних крапель, діюча речовина антисептиків при обробці та перев'язці ран та в рідинах для полоскання рота). В ендодонтії хлоргексидин використовують для іригації кореневих каналів і як внутрішньоканальну пов'язку.

### Антисептик
При рН середовища, близьких до фізіологічних, солі хлоргексидину дисоціюють із вивільненням позитивно зарядженого катіона хлоргексидину. Бактерицидний ефект є результатом зв'язування цієї катіонної молекули із негативно зарядженою клітинною стінкою бактерій. За низьких концентрацій хлоргексидин має бактеріостатичний ефект; за високих — руйнує оболонку клітини та спричиняє її загибель.
Хлоргексидин активний проти грам-позитивних і грам-негативних організмів, факультативних анаеробів, аеробів та дріжджів. Він особливо ефективний щодо грам-позитивних бактерій (в концентрації ≥ 1 мкг/л). Значно вищі концентрації (від 10 і до більше ніж 73 мкг/мл) потрібні для грам-негативних бактерій і грибків. Хлоргексидин неефективний проти поліовірусів та аденовірусів. Ефективність проти вірусів герпесу досі однозначно не встановлена. Активно пригнічує специфічну флору, що провокує статеві інфекції і розвиток запальних реакцій в репродуктивних органах. Фунгістатично діє на трихофіти, дерматофіти й грибкову флору, сповільнюючи їх реплікацію.
Хлоргексидин, як і інші катіоноактивні сполуки, залишається на шкірі. Його часто поєднують зі спиртами (етанолом та ізопропіловим спиртом).

### Використання в стоматології

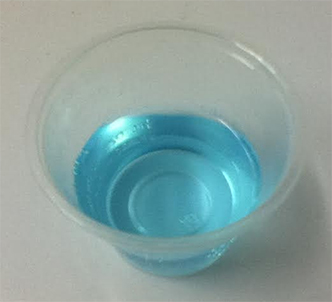
Марка Perichlor: 0.12 % розчин хлоргексидину глюконату.

Хлоргексидин часто використовують як активний інгредієнт в рідинах для полоскання рота, призначений для зменшення зубного нальоту та кількості  бактерій в ротовій порожнині. Було показано миттєву бактерицидну і тривалу бактеріостатичну дію завдяки адсорбції на плівковому покритті поверхні емалі. Якщо не відбулася інактивація, хлоргексидин діє у порожнині рота довше, ніж інші рідини для полоскання рота, що частково і є причиною, чому йому надають перевагу при лікуванні гінгівіту, у порівнянні з іншими препаратами. Для лікування пародонтальних кишень, розмір яких дорівнює або перевищує 5 мм, хлоргексидин доступний у високих концентраціях (36 %) як желатиновий чіп.
Існують патології порожнини рота, за яких необхідно підтримувати гігієну ротової порожнини, і ополіскувати її двічі на день 0,12%-м розчином хлоргексидину глюконату (у якому сіль хлоргексидину та глюконової кислоти перебувають у розчині) для загоєння і регенерації тканин ротової порожнини. Ці патології включають гінгівіт, пародонтит, травми зубів (наприклад, хитання зубів), ротової кісти, та після видалення зуба мудрості. Клінічна ефективність використання хлоргексидину як компонента ополіскувачів для порожнини рота також підтверджується багатьма клінічними дослідженнями, які узагальнені в оглядовій статті.
Використання продуктів, які містять хлоргексидин, протягом тривалого часу може призвести до появи плям на зубах, язиці та яснах, а також на силікатних та гумових елементах після реставрації. Тривале використання може також зменшити смакові відчуття гіркого і солоного — останній симптом є сигналом до  припинення застосування хлоргексидину або препаратів на його основі. Поява коричневого забарвлення на зубах та язиці відбувається через розпад бактеріальних мембран, що призводить до денатурації мікробних білків. Разом з тим, дисульфідні групи білків відновлюються до тіолів, які утворюють комплекси темного кольору з іонами заліза(III), що є у слині.
Були розроблені ополіскувачі, які містять хлоргексидин, але забарвлюють тканини зубів менше, ніж класичний розчин; багато з них містять хелатний цинк.
Відповідно до інструкції з медичного застосування, не було доведено, що хлоргексидину глюконат зменшує під'ясневий зубний камінь, а деякі дослідження вказують на приріст відкладень. Синергічне зростання ефективності препарату було показано при комбінуванні його із ксилітом.
Роль хлоргексидину у запобіганні карієсу суперечлива і «клінічні дані не є переконливими».
Хлоргексидин нейтралізується такими добавками до звичайних зубних паст, як натрію лаурилсульфатом і натрію монофторфосфат. Попри обмежену кількість наявних даних, дотримання інтервалу у понад 30 хвилин (ще краще витримати інтервал близько 2-х годин) між чищенням зубів і ополіскувачем може підвищити ефективність ополіскувачів для рота.

### Актуальність
Непал — перша країна у світі, в якій почали застосовувати хлоргексидин для обробки пуповини новонароджених, що отримало визнання USAID Pioneers Prize за зниження неонатальної смертності. Хлоргексидин є дуже ефективним засобом для бідних країн, таких як Непал, і його використання для обробки пуповини у світі зростає. 2015 року Кокрановский огляд  засвідчив, що при обробці хлоргексидином шкіри та пуповин знижується захворюваність на омфаліт (запалення пуповини) на 50 %, і, як наслідок, зменшується дитяча смертність на 12 %. Хлоргексидину глюконат використовують для очищення шкіри та хірургічних інструментів, як очисний засіб для легких ран на шкірі, для передопераційної підготовки шкіри, та для бактерицидного полоскання рук. Очні краплі із хлоргексидином використовують для лікування очей, уражених акатамембним кератитом (Acanthamoeba keratitis).

### Протипоказання
Гіперчутливість до компонентів препарату, схильність до АР та алергічних захворювань, дерматити, вірусні захворювання шкіри; не рекомендується застосовувати для обробки кон’юнктиви і промивання порожнини, на рани з великою поверхнею, при операціях у ділянках ЦНС і слухового каналу, в офтальмології, для введення у слуховий канал.

## Токсичність
Генотоксичні дослідження на пацюках свідчать, що хлоргексидину біглюконат здатний викликати первинні пошкодження ДНК у лейкоцитах, у клітинах нирки та у клітинах слизових тканин порожнини рота, але не пошкодження хромосом або втрату ретикулоцитів. Хлоргексидин має високу цитотоксичність in vitro, здатен індукувати клітинну смерть через апоптоз і автофагію/некроз, порушення функцій мітохондрій, зростання внутрішньоклітинної концентрації Са2+ і окислювальний стрес.
Хлоргексидин не відповідає поточним європейським специфікаціям для засобів дезінфекції рук. Відповідно до умов випробування європейського стандарту EN 1499, немає істотної різниці в ефективності між 4 % розчином хлоргексидину біглюконат та милом. У США в період між 2007 і 2009, Адміністрація медичного центру ветеранів Холмс Хантер МакГуайр провели кластер-рандомізоване дослідження і дійшли висновку, що щоденне купання пацієнтів реанімаційних відділень мочалками, насиченими хлоргексидином глюконатом, зменшує ризик внутрішньолікарняних інфекцій.

## Використання у тваринництві
У тваринництві хлоргексидин використовують місцево для дезінфекції ран. Хлоргексидин сприяє швидшому загоєнню рани, ніж при використанні одного лише фізіологічного розчину. Спостерігалися постопераційні ускладнення дихання у кішок, спричинені використанням хлоргексидину та його продуктів. Внесення хлоргексидину у вухо із травмами барабанної перетинки може також призвести до глухоти. Цей засіб широко використовують для лікування шкірних інфекцій у собак. Крім цього, хлоргексидин є активним інгредієнтом у дезінфекційних препаратах для вимені та застосовується у молочній галузі тваринництва.

## Інактивація
Хлоргексидин інактивується шляхом формування нерозчинних солей з аніонними сполуками, в тому числі аніонними поверхнево-активними речовинами, які зазвичай використовують як детергенти у зубних пастах і розчині для полоскання рота; аніонними згусниками, такими, як поліакрилова кислота (Polyacrylic acid); аніонними емульгаторами, такими як акрилати/С10-30 алкіл-акрилатними кросполімерами; та багатьма іншими. Саме через це, для кращої ефективності препарату слід ополіскувати рот не раніше, ніж через 30 хвилин після використання інших засобів догляду за ротовою порожниною. Для максимальної ефективності слід утримуватися від їжі, пиття, куріння і полоскання рота, принаймні на одну годину після його використання. Також варто уникати використання місцевих засобів догляду за шкірою, мийних та дезінфекційних засобів, щоб попередити інактивацію хлоргексидину (як власне препарату, так і субстанції у складі засобів для шкіри) у випадках, коли він має залишатися на шкірі.

## Синтез
Основу структури складають дві молекули прогуаніла, пов'язаних гексаметилендиаміновими розпірками.

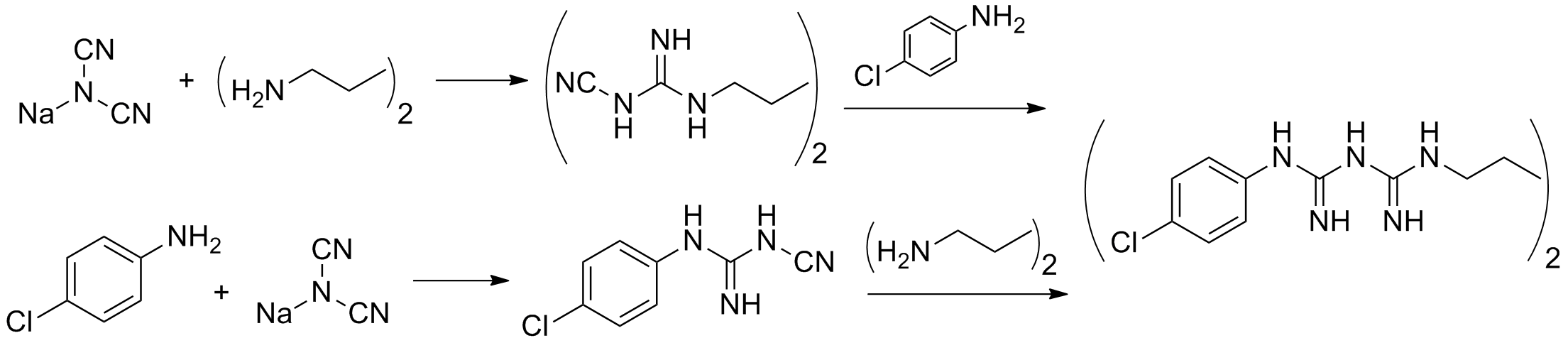
Синтез хлоргексидину: eidem, (1954 to I.C.I.).